# 东京女子医科大学护理短期大学
东京女子医科大学护理短期大学（日语：／ TōKyō Joshi Ika Daigaku kango Tanki Daigaku *）是过去一所位于日本东京都新宿区的私立短期大学。

## 概要

### 简介
- 学校最早可以追溯到1930年即护理人员和接生员培养所的创立[注 2]。以后改编为东京女子医科大学附属培养所、短期大学为于1969年开办、由学校法人东京女子医科大学经营[1]。以后招生到1997年、停办于2001年[2][3]

### 历史
- 1969年 东京女子医科大学护理短期大学成立并同时设置护理学科。
- 1975年 护理专攻成立于专科[3]。
- 1997年 最后一年招生、次年停止招生（正式停办于2001年10月30日[2]）。

## 学校环境
- 校区：在了东京都新宿区[注 1]

## 组织

### 学科
- 护理学科

### 专科
| - 护理专攻 |

### 业余课程
| - 没有 |

## 相关链接
- 日本短期大学列表